# Fort du Muret
Le fort du Muret ou motte de Cléry est une ancienne fortification de terre située au hameau de Cléry sur la commune française des Andelys dans le département de l'Eure, en région Normandie. En 1198, elle servit de poste avancé au Château-Gaillard.

## Localisation
La motte est située, sur le plateau, à 2 kilomètres au sud-est de Château-Gaillard, sur la commune des Andelys dans le département français de l'Eure.

## Historique
En 1198, la motte préexistante fut aménagée pour servir de poste avancé au Château-Gaillard afin de compléter le dispositif défensif mis en place par Richard Cœur de Lion.
Sa prise en 1203 par Philippe Auguste est le prélude au siège du château de la Roche d'Andeli et la chute de celui-ci le 6 mars 1204.

## Description
La butte s'élève à environ 5 mètres de hauteur en tronc conique de 20 mètres de diamètre. Elle est entourée d'un fossé d'environ 10 mètres de large, alimenté en eau, toujours visible.
Incomplètement explorée, elle était surmontée d'une tour permettant d'assurer la surveillance dans les directions de Gaillon et Vernon,.